# 顾春含
顾春含（1982年—），中国足球裁判，武汉体育学院毕业，现任职于武汉体育学院，中超联赛主裁判、国际级主裁判。
顾春含2015年获得提拔得以执法中国足球超级联赛。顾春含2016赛季仅执法了6场中超比赛，出现了一些争议判罚。不过，中国足协还是为他申报了国际级主裁判资格。2017年，顾春含升为国际级裁判。